# Université Fisk
Pour les articles homonymes, voir Fisk.
L'université Fisk (en anglais : Fisk University) est une université américaine située à Nashville dans le Tennessee.

## Historique
Fondée le 9 janvier 1866, l'université Fisk est une université traditionnellement noire,. Elle porte le nom de Clinton Bowen Fisk.

## Personnalités liées à l'université

### Étudiants
- Mignon Holland Anderson
- Lil Armstrong
- John Betsch
- Roberta Dodd Crawford
- Malia Cohen
- W. E. B. Du Bois
- Etta Zuber Falconer
- John Hope Franklin
- Nikki Giovanni
- Robert Hayden
- Leonard Jackson
- Mathew Knowles
- Nella Larsen
- David Levering Lewis
- John Lewis
- Hazel R. O'Leary
- Ophelia Settle Egypt
- Ida B. Wells
- Tom Wilson